# Эден, Нильс
Нильс Эден (швед. Nils Edén; 25 августа 1871, Питео, Швеция — 16 июня 1945, Стокгольм, Швеция) — шведский историк и либеральный политик, премьер-министр Швеции в 1917—1920 годах. Наряду с социал-демократом Карлом Брантингом считается вдохновителем окончательного перехода Швеции от абсолютной монархии к парламентской демократии и введения женского избирательного права.

## Ранние годы
Эден родился в Питео, провинция Норрботтен, в семье директора школы. Среднюю школу окончил в Лулео, после чего в 1889 году поступил в Уппсальский университет. В 1899 году получил степень доктора философии и стал доцентом на кафедре истории в том же университете. Специализировался в истории Швеции XVI и XVII веков, а также публиковал работы о Шведско-норвежской унии. Его диссертация, Om centralregeringens organisation under den äldre Vasatiden 1523—1594 («Организация центральной власти в поздний период династии Васа 1523—1594»), была удостоена премии Гейера.

## В Уппсале
С 1899 года Нильс Эден преподавал историю в Упсальском университете. В 1903 году он получил должность экстраординарного профессора, должность ординарного профессора — в 1909 году. В этой должности он находился до 1920 года, когда стал губернатором Стокгольмского лена. В то же время он выступал как либеральный политик, публикуя статьи по актуальному в начале 1890-х годов вопросу союза с Норвегией, и доказывал студентам Уппсалы преимущества введённой в 1901 году воинской повинности перед системой индельты,, а также агитировал в пользу введения всеобщего избирательного права, которое связывал со всеобщей воинской обязанностью.

## В Риксдаге
В 1908 году Эден был избран депутатом второй палаты Риксдага. В 1911 году он вошёл в конституционный комитет. В 1912 году, когда представитель либеральной партии Карл Стааф стал премьер-министром, Эден получил должность председателя либеральной коалиции во второй палате. После смерти Стаафа в 1915 году Эден возглавил либералов. Он принадлежал к праволиберальному крылу, разделяя правые позиции по вопросам обороны и не поддерживая либералов в вопросах трезвости и свободы церкви. Лидером правых был Карл Густав Экман. После выборов 1917 года, оказавшихся успешными как для социал-демократов, так и для либералов, предложение сформировать кабинет министров первым получил представитель либерал-консерваторов Йохан Виден, которому не удалось создать коалицию. После этого пост премьер-министра был предложен Эдену, который сформировал коалиционное правительство с социал-демократами, отдав пост министра финансов их лидеру, Карлу Брантингу.

## Премьер-министр
Эдену удалось провести через парламент закон о всеобщем избирательном праве. Страх перед революцией, под впечатлением от событий в России, послевоенной Германии и других странах, подтолкнули общество к дальнейшей демократизации, и в 1921 году, с первой попытки, парламент принял новый закон.
Правительство Эдена ушло в отставку в 1920 году, после окончательного решения вопроса о вступлении Швеции в Лигу Наций.

## Губернатор
После отставки Эден был назначен губернатором лена Стокгольм. На этом посту он оставался до 1938 года, одновременно заседая в парламенте. Однако его возражения против сухого закона привели к тому, что около трети членов либеральной коалиции её покинули и создали в 1923 году новую партию.